# Nikolai Stepanowitsch Pimenow

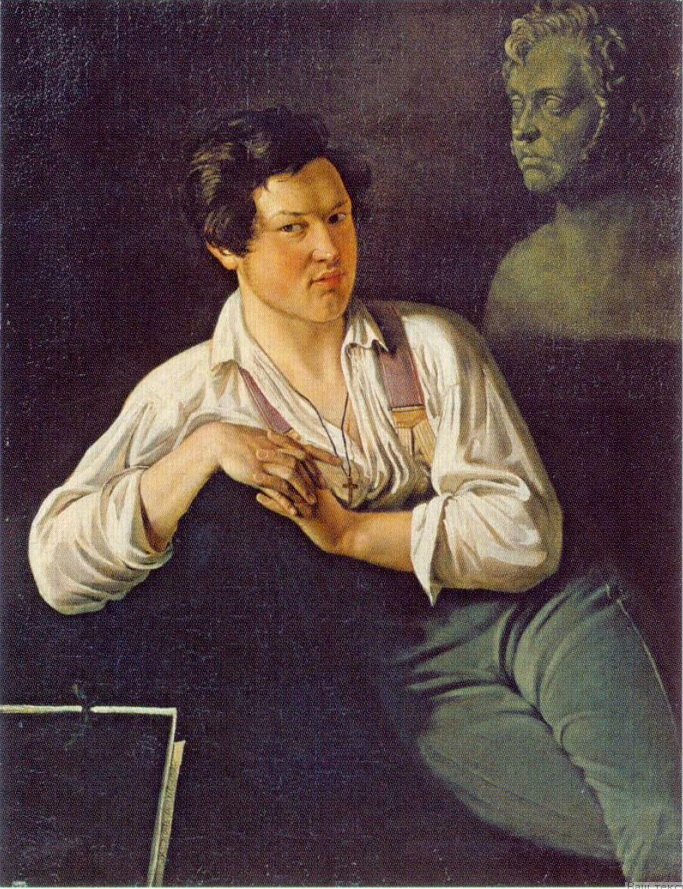
Nikolai Stepanowitsch Pimenow (Michail Skotti, 1835, Tretjakow-Galerie)

Nikolai Stepanowitsch Pimenow (russisch Николай Степанович Пименов; * 24. Novemberjul. / 6. Dezember 1812greg. in St. Petersburg; † 5. Dezemberjul. / 17. Dezember 1864greg. ebenda) war ein russischer Bildhauer und Hochschullehrer.

## Leben
Pimenow, Sohn des Bildhauers Stepan Pimenow, studierte 1824–1833 an der Kaiserlichen Akademie der Künste bei seinem Vater und Samuil Friedrich Halberg. Nach dem Erhalt der kleinen Silbermedaille (1829, 1830) und der großen Silbermedaille (1831) erhielt er 1832 die große Silbermedaille für das Basrelief des Jupiter und Merkur bei Philemon und Baucis. Zum Abschluss des Studiums erstellte Pinmenow ein Reliefprogramm mit Hektor, der Paris das Bleiben bei Helena statt des Kampfes gegen die Griechen vor Troja vorwirft. Dafür erhielt Pimenow die kleine Goldmedaille und die Ernennung zum Klassischen Künstler sowie das Akademiestipendium für den Studienaufenthalt in italien, das er 1833–1836 wahrnahm.
Auf der regelmäßigen Akademie-Ausstellung stellten Pimenow und Alexander Loganowski 1836 ihre Statuen eines Astragaloi- bzw. Pricker-spielenden Jungen aus, die mit der großen Goldmedaille der Akademie ausgezeichnet und von Alexander Puschkin gelobt wurden. Mit der großen Goldmedaille war ein staatliches Auslandsreisestipendium verbunden, so dass Pimenow 1837 deutsche Städte und dann Rom und Florenz zum Studium der Skulpturen besuchte. 1842 schuf Pimenow die Statue eines bettelnden Jungen, die dem damals in Rom lebenden Maler Alexander Iwanow auffiel. 1844 wurde Pimenow für diese Statue zum Akademiker ernannt. Während seines Aufenthalts in Italien malte Pimenow auch. Zwei seiner Gemälde befinden sich im Museum der Akademie der Künste.
Im Herbst 1850 kehrte Pimenow nach St. Petersburg zurück. Er schuf die Kompositionen Auferstehung Jesu Christi (1853) und Verklärung des Herrn (1854), die in Bronze gegossen und auf den Attiken der kleinen Ikonostasen in der Isaakskathedrale aufgestellt wurden. Dafür wurde Pimenow 1854 zum Professor ernannt. Bald wurde er staatlicher Professor II. Klasse für Bildhauerei der Akademie der Künste und Mitglied des Akademie-Rats. Ab 1856 lehrte er an der Akademie der Künste. Er war Kollegienrat (6. Rangklasse). Zu seinen Schülern gehörten Mark Antokolski, Matwei Tschischow, Fjodor Kamenski, Michail Popow, Iwan Podoserow, Nikolai Akimowitsch Lawerezki, Iwan Schröder u. a.
Pimenow starb am 17. Dezember 1864 in St. Petersburg und wurde auf dem russisch-orthodoxen Smolensker Friedhof neben seinem Vater begraben. Der ursprüngliche Grabstein mit der von Pimenows Schüler Iwan Podoserow 1867 angefertigten Büste Pimenows ging verloren. 1936 wurden Vater und Sohn Pimenow auf die Nekropole der Meister der Kunst des Tichwiner Friedhofs umgebettet. 1939 wurde ein neuer Grabstein vom Städtischen Skulpturenmuseum aufgestellt.
Der Architekt Pawel Pimenow (1814–1860) war Pimenows Bruder.

## Werke (Auswahl)

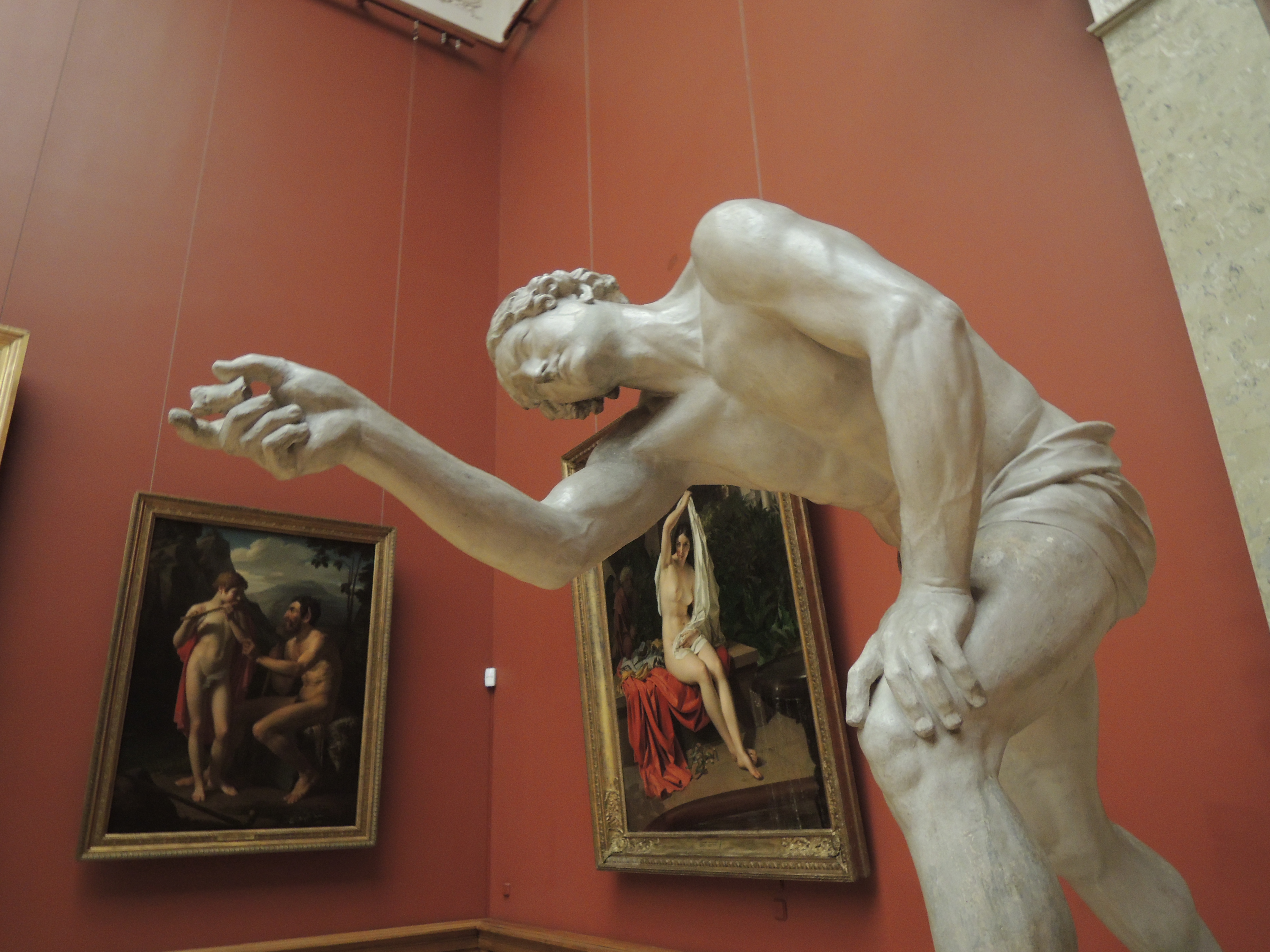
Astragaloi-spielender Junge (1836), Russisches Museum, St. Petersburg
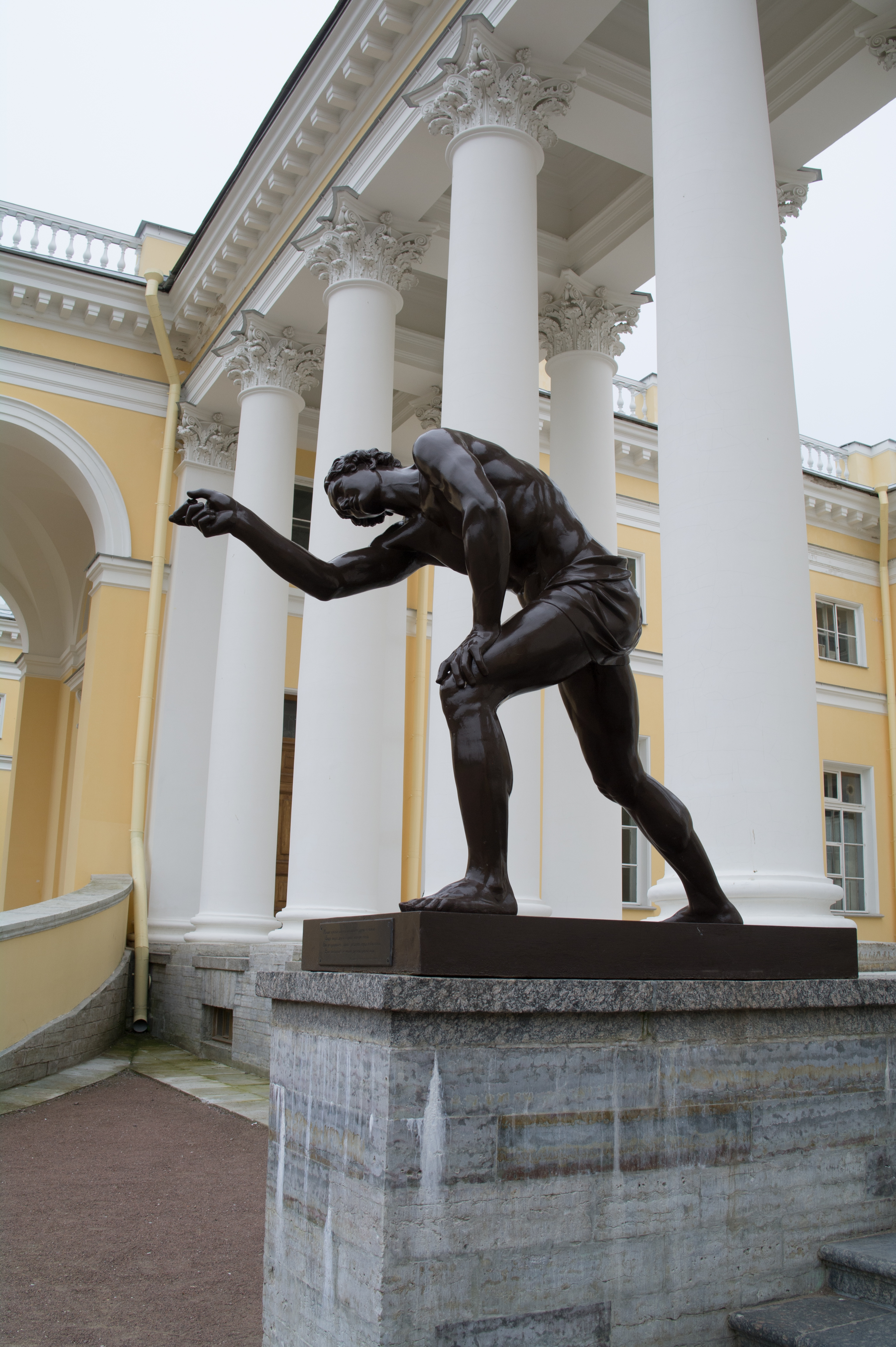
Astragaloi-spielender Junge, Alexanderpalast, Zarskoje Selo
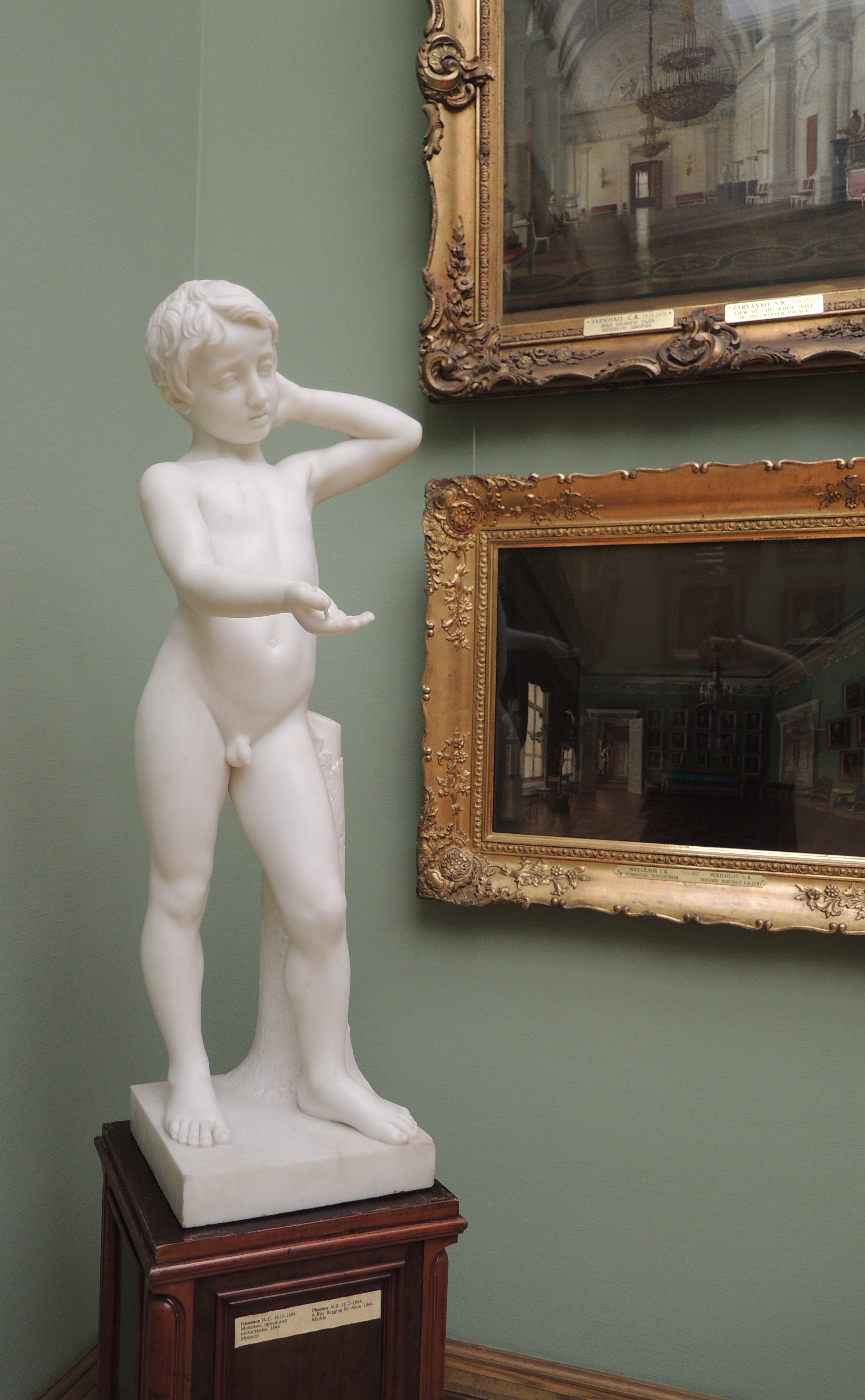
Bettelnder Junge (1842), Tretjakow-Galerie, Moskau
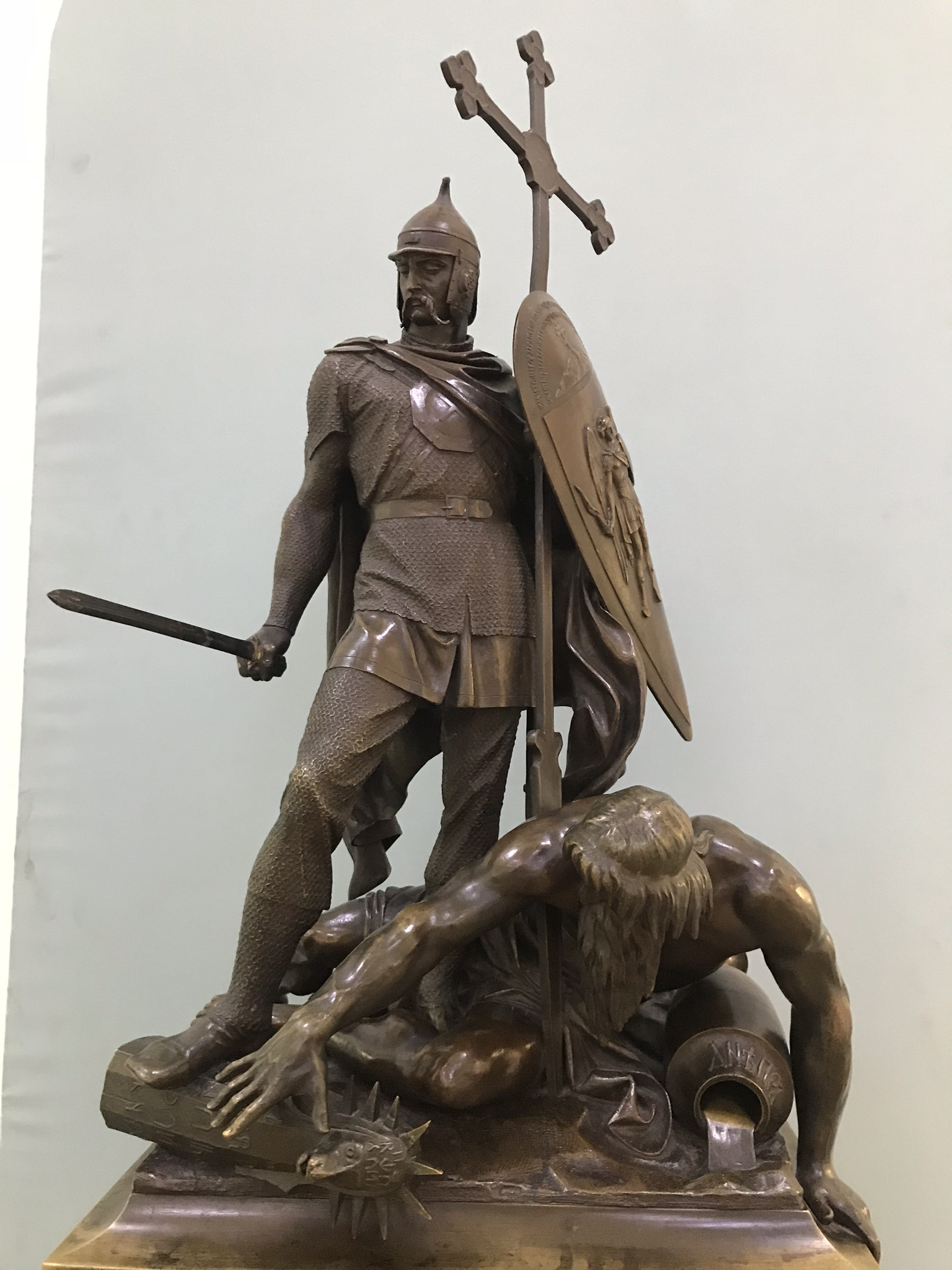
Denkmalsprojekt Wladimir der Große (vor 1853), Nationales Historisches Museum der Ukraine, Kiew
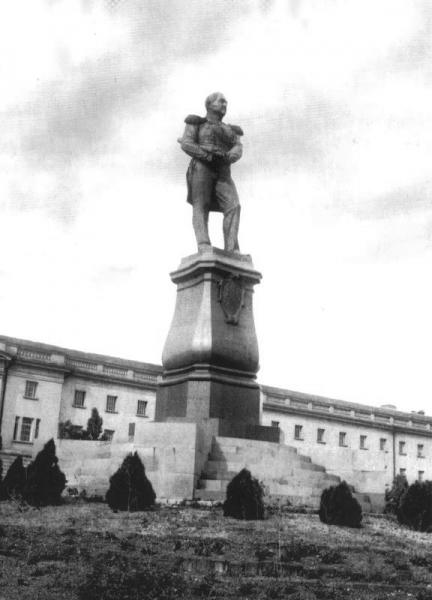
Lasarew-Denkmal (1854–1867 mit Iwan Podoserow, 1928 demontiert), Sewastopol
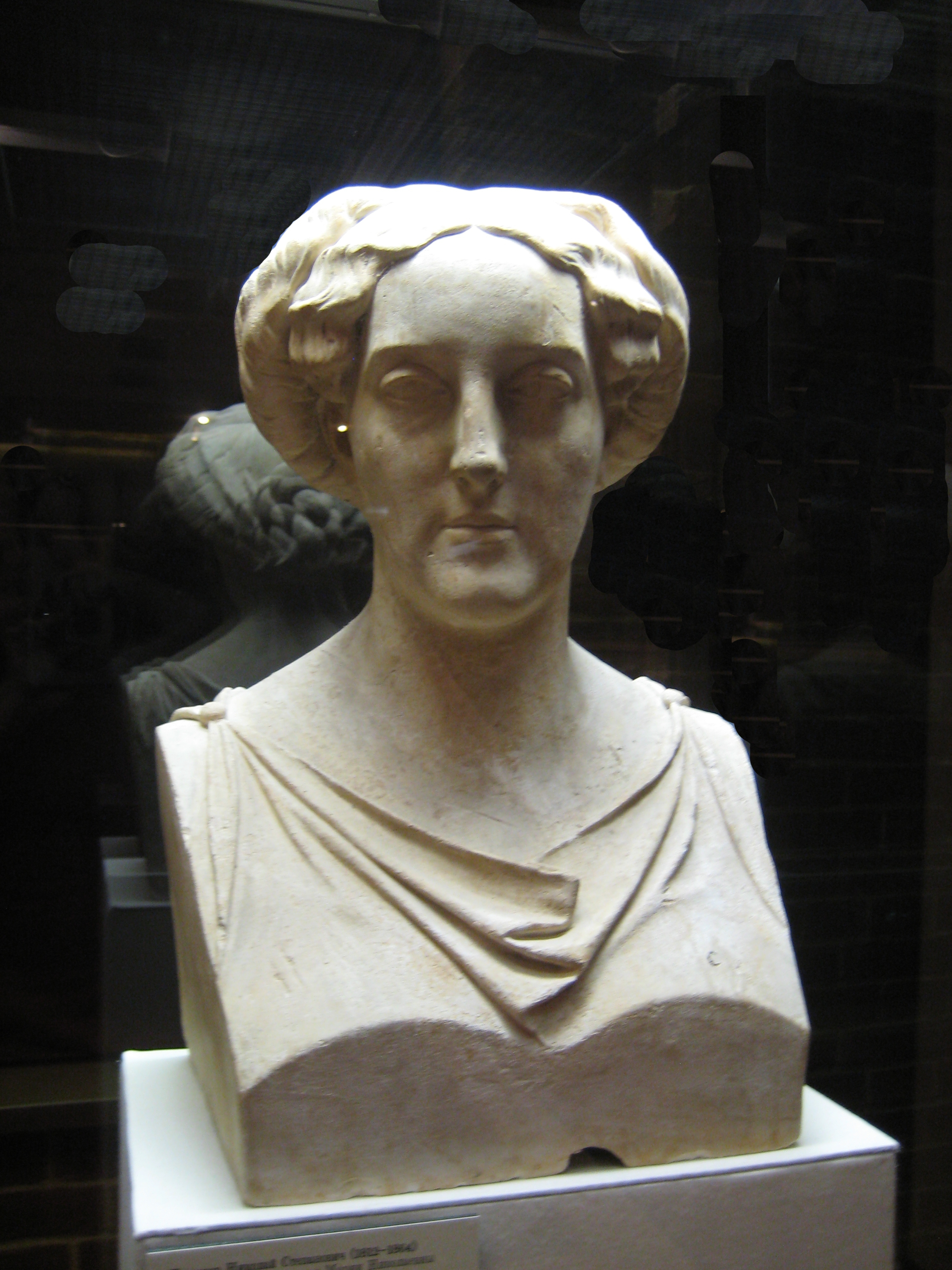
Großfürstin Marija Nikolajewna (1856)
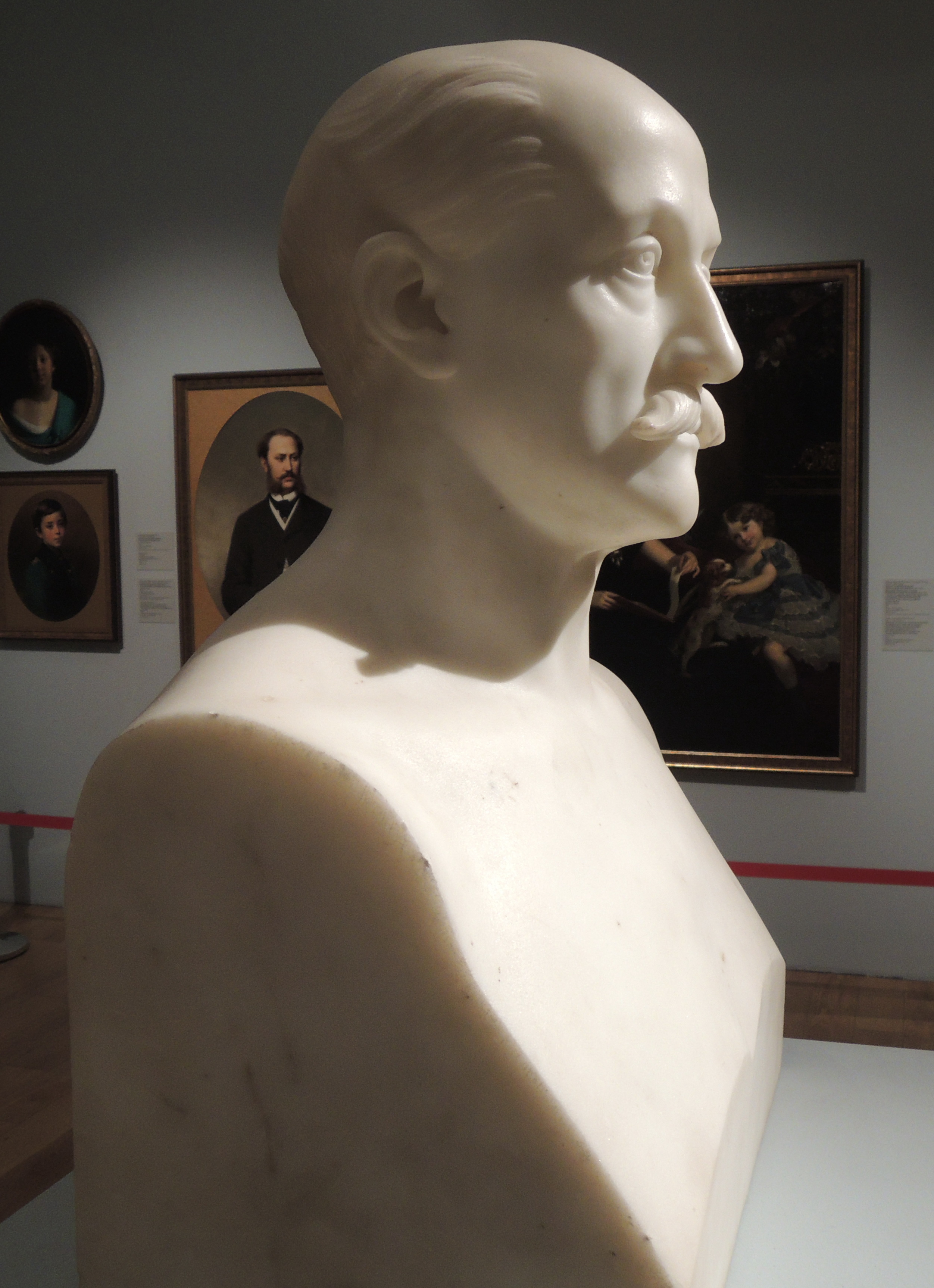
Alexander Tschertkow (1863), Ausstellung Aristokratenporträts im Russland des 18. Jahrhunderts bis Anfang des 20. Jahrhunderts (2019), Staatliches Historisches Museum, Moskau
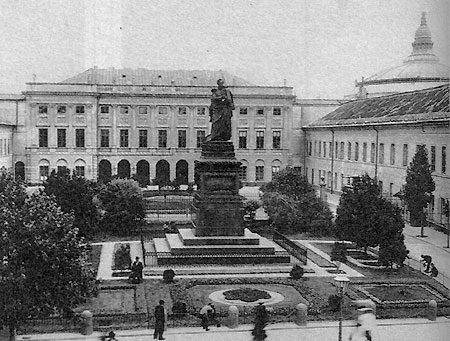
Paskewitsch-Denkmal (1869 mit Alexander von Bock, 1917 demontiert), Warschau
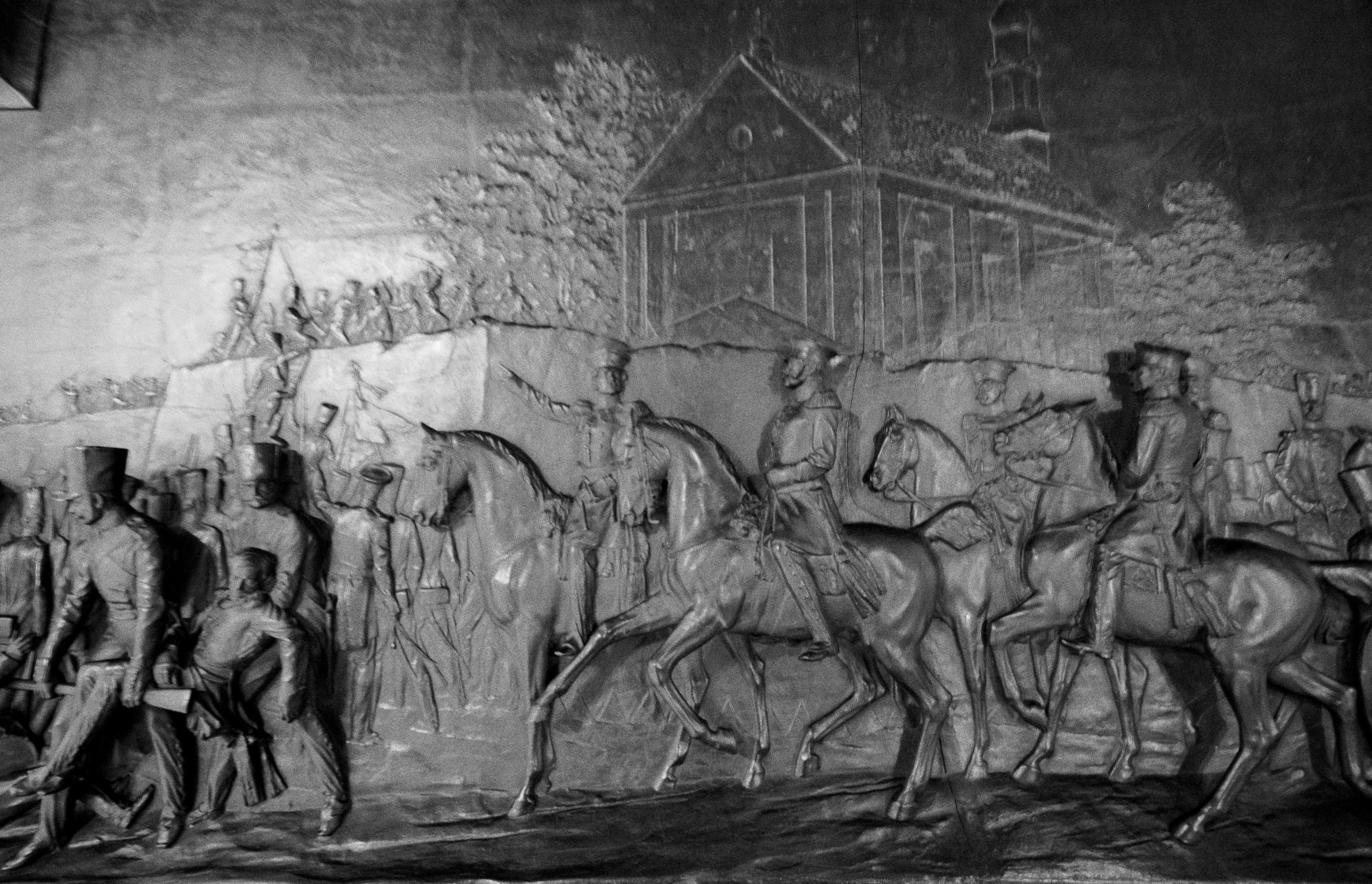
Basrelief des Paskewitsch-Denkmals, Muzeum Wojska Polskiego, Warschau